# Un cântec barbar
Un cântec barbar este o poezie scrisă de George Coșbuc, publicată în 1896 în volumul Fire de tort.

## Legături externe
- Poezia Un cântec barbar la wikisursă